# Lac Voje
Le lac Voje (en russe : Воже) est un lac d'eau douce du nord de l'oblast de Vologda, en Russie. Il marque la frontière nord-est du raïon de Kirillov, et la frontière sud du raïon de Kargopol.